# Lieke Huls
Lieke Huls (IJhorst, 4 juli 1994) is een voormalig Nederlands voetbalster. Ze kwam van 2015 tot 2019 uit voor sc Heerenveen, dat uitkomt in de Eredivisie. Na haar profcarrière werd ze teamfysio bij sc Heerenveen.

## Carrièrestatistieken
| Seizoen                         | Club            | Land            | Competitie            | Competitie | Competitie | Beker | Beker | Internationaal | Internationaal | Overig | Overig | Totaal | Totaal |
| Seizoen                         | Club            | Land            | Competitie            | Wed.       | Dlp.       | Wed.  | Dlp.  | Wed.           | Dlp.           | Wed.   | Dlp.   | Wed.   | Dlp.   |
| ------------------------------- | --------------- | --------------- | --------------------- | ---------- | ---------- | ----- | ----- | -------------- | -------------- | ------ | ------ | ------ | ------ |
| 2012/13                         | AFC Ajax        | Nederland       | BeNe League Orange    | 0          | 0          | 0     | 0     | –              | –              | –      | –      | 0      | 0      |
| 2012/13                         | AFC Ajax        | Nederland       | Women's BeNe League A | 1          | 0          | 0     | 0     | –              | –              | –      | –      | 1      | 0      |
| 2013/14                         | PEC Zwolle      | Nederland       | Women's BeNe League   | 2          | 0          | 0     | 0     | –              | –              | –      | –      | 2      | 0      |
| 2014/15                         | PEC Zwolle      | Nederland       | Women's BeNe League   | 12         | 1          | 0     | 0     | –              | –              | –      | –      | 12     | 1      |
| 2015/16                         | sc Heerenveen   | Nederland       | Eredivisie            | 5          | 0          | 0     | 0     | –              | –              | –      | –      | 0      | 0      |
| 2016/17                         | sc Heerenveen   | Nederland       | Eredivisie            | 27         | 0          |       |       | –              | –              | –      | –      | 27     | 0      |
| 2017/18                         | sc Heerenveen   | Nederland       | Eredivisie            | 9          | 0          |       |       | –              | –              | –      | –      | 1      | 0      |
| 2018/19                         | sc Heerenveen   | Nederland       | Eredivisie            | 1          | 0          |       |       | –              | –              | –      | –      | 57     | 0      |
| Carrière totaal                 | Carrière totaal | Carrière totaal | Carrière totaal       | 57         | 1          | 0     | 0     | 0              | 0              | 0      | 0      | 57     | 1      |
| Bijgewerkt tot 30 november 2024 |                 |                 |                       |            |            |       |       |                |                |        |        |        |        |

## Privé
Lieke's zus Elze Huls was ook profvoetbalster bij sc Heerenveen.